# Liste von Käsemuseen
Die folgende Liste gibt einen Überblick zu Käsemuseen, also zu Museen, die sich der Herstellung und der Vermarktung von Käse widmen. Die Liste erhebt keinen Anspruch auf Vollständigkeit.

## Deutschland
| Bezeichnung                  | Bild           | Standort                                                        | Bundesland          | Errichtung Einweihung | Weitere Informationen                                        |
| ---------------------------- | -------------- | --------------------------------------------------------------- | ------------------- | --------------------- | ------------------------------------------------------------ |
| Historisches Käsemuseum      |                | Altusried (Landkreis Oberallgäu), Haus des Gastes, Hauptstr. 18 | Bayern              |                       | [ 1 ]                                                        |
| Käsemuseum Hannover-Anderten |                | Hannover-Anderten                                               | Niedersachsen       |                       |                                                              |
| Deutsches Käsemuseum         | weitere Bilder | Nieheim (Kreis Höxter), Lange Straße 13 (Lage)                  | Nordrhein-Westfalen | 2006                  | Das Käsemuseum ist Teil des Westfalen Culinariums in Nieheim |

## Weitere
| Bezeichnung                                     | Bild           | Standort                                                                | Staat       | Errichtung Einweihung | Weitere Informationen            |
| ----------------------------------------------- | -------------- | ----------------------------------------------------------------------- | ----------- | --------------------- | -------------------------------- |
| Käsemuseum (Alkmaar) (Hollands Kaasmuseum)      |                | Alkmaar (Lage)                                                          | Niederlande |                       |                                  |
| Käsemuseum (Amsterdam)                          |                | Amsterdam (Lage)                                                        | Niederlande |                       |                                  |
| Käsemuseum (Ballenberg)                         | weitere Bilder | Ballenberg, Kandersteg (Lage)                                           | Schweiz     |                       | Siehe Freilichtmuseum Ballenberg |
| Käsemuseum (Bodegraven) (Kaasmuseum Bodegraven) | weitere Bilder | Bodegraven-Reeuwijk (Lage)                                              | Niederlande | 1987                  |                                  |
| Käsemuseum (Chaource) (Musée du Fromage)        | weitere Bilder | Chaource (Lage)                                                         | Frankreich  |                       |                                  |
| Käsemuseum (El Bosque)                          | weitere Bilder | El Bosque (Provinz Cádiz)                                               | Spanien     |                       |                                  |
| Käsemuseum (Saint-Prime)                        | weitere Bilder | Saint-Prime, Le Domaine-du-Roy (Saguenay–Lac-Saint-Jean, Québec) (Lage) | Kanada      |                       |                                  |
| Käsemuseum (Soragna)                            | weitere Bilder | Soragna (Provinz Parma, Emilia-Romagna) (Lage)                          | Italien     | 2003                  |                                  |
| Käsemuseum (Valpelline)                         | weitere Bilder | Valpelline (Aostatal) (Lage)                                            | Italien     | 2003                  |                                  |